# 풍천 임씨
풍천 임씨(豊川任氏)는 황해남도 과일군을 본관으로 하는 한국의 성씨이다.

## 역사
풍천 임씨의 시조는 임온(任溫)으로 원나라에서 제국대장공주를 따라 고려에 들어와 살았기에 황해도 풍천에 사적(賜籍)된 것으로 전해지고 관작이 은자광록대부에 이르렀다. 고려시대 충렬왕 때, 그의 6대손 임주(任澍)가 경상도안찰사(慶尙道按察使), 조봉대부(朝奉大夫), 감문위대장군(監門衛大將軍)을 역임하였다.
풍천 임씨가 한 가문으로 성장하기 시작한 것은 임온(任溫)의 5대손인 임주(任澍)에서부터라는 것은 대체로 일치한다. 임주의 아들 대에서 삼사판사(三司判事) 임자송(任子松)과 민부전서(民部典書) 임자순(任子順)이 나와 두 파로 나뉜다. 임자송은 백파/부원군파(伯派/府院君派)의 시조가 되고 임자순은 중파/전서공파(仲派/典書公派)의 시조가 되었다. 두 파에서는 조선조에서 고르게 인물이 배출되었는데, 상신 1명에 호당 6명, 청백리 2명이 배출되고, 공신 1명, 장신 3명이 배출되었다.
임자송의 7대손으로 명종 때 한성판윤·제학을 지낸 임열(任說)의 후손과 임자순의 6대손으로 중종 때 한성판윤·공조판서를 역임한 임유겸(任由謙)과 감찰 임유손(任由遜) 형제의 후손이 번창하여 풍천 임씨의 2대 인맥을 이룬다. 임열의 후손에서는 고종 때 우의정 임백경(任百經), 학자 임성주(任聖周), 선조 때 이조판서를 지낸 임국로(任國老), 현종 때 병조참판이며 명신으로 이름난 임유후(任有後) 등이 대표적이다. 한편 임유겸의 후손에서는 중종 때 예조참판 임추(任樞), 역시 중종 때 병조·예조 판서 임권(任權)과 임추의 아들로 명종 때 호조판서를 지내고 청백리에 녹선된 임호신(任虎臣), 형조참의를 지내고 역시 청백리에 오른 임보신(任輔臣) 등이 대를 이어 청직(淸直)으로 유명했다. 임유손의 후손에서는 남원부사 임현(任鉉), 숙종 때 형조참판 임홍망(任弘望), 정조 때의 학자 임태춘(任泰春), 헌종 때 형조판서 임성고(任聖皐), 고종 때 훈련대장 임태영(任泰瑛), 철종 때 성리학의 대가 임헌회(任憲晦) 등이 나왔다. 사명당(泗溟堂) 유정(惟政: 松雲大師)도 임자순의 후손인 풍천임씨이다.
조선시대 과거 급제자는 모두 481명인데, 그 중 문과급제자가 148명, 무과 24명, 사마시 308명, 역과 1명이다.
(본관 인구 수 순위 82위 /2013년)

## 본관
풍천(豊川)은 황해도 있었던 옛 지명이다. 고구려의 구을현(仇乙縣)이었다. 757년(신라 경덕왕 16) 굴현현(屈峴縣)으로 개칭하고, 양악군(楊岳郡 : 安岳)의 영현이 되었다. 고려 초에 풍주(豊州)로 이름을 바꾸고, 995년(성종 14) 도호부로 승격하였다가 1018년(현종 9) 군으로 강등되고 방어사(防御使)가 설치되었다. 1395년(태조 6) 진(鎭)이 설치되었고 병마사(兵馬使)가 지주사(知州使)를 겸했으며, 1413년(태종 13) 은율(殷栗)을 합병하여 풍율군(豊栗郡)이라 하였다가 곧 분리하였다. 1469년(예종 1) 풍천도호부(豊川都護府)로 승격되었다.
《세종실록지리지》에 황해도 풍천군의 토성(土姓)으로 임(任)·노(盧)·문(文)·김(金) 4성이 기록되어 있고, 내성(來姓)으로는 양(楊)·오(吳)·내(來) 3성이 기록되어 있다.
1896년 황해도 풍천군이 되었다. 1909년 풍천군을 폐지하여 송화군(松禾郡)에 합병했으나, 1967년 북한의 행정구역 개편 때 대부분의 옛 풍천군 지역이 과일군으로 분리 개편되었다.

## 기원
은자광록대부를 지낸 시조 임온(任溫)의 5대손 임주(任澍)가 제국대장공주를 따라 고려에 들어왔다고 전했으나, 황해도 풍천 남쪽 박달산 아래 도곡리에서 임주의 조부 임도(任徒)와 부 임천유(任天裕)의 비(碑)와 지석(誌石)이 발견됨으로써 중국 도래설은 거짓으로 보인다. 또한 대종회 측에서는 충렬왕 당시에는 제국대장공주라는 이름이 존재하지 않았기 때문에, 제국대장공주를 따라 고려에 들어왔다는 설에 대해 확증할 수는 없다고 한다. 풍천 임씨의 시조 임온(任溫)의 5대손 임주(任澍)의 묘소는 풍천 적선산 아래에 있으며 음력 9월 13일에 향사한다.

## 분파
임주(任澍)의 아들인 삼사판사(三司判事) 임자송(任子松)과 민부전서(民部典書) 임자순(任子順)을 파조로 각각 백파(伯派)와 중파(仲派)로 크게 나뉜다.
- 백파(伯派) - 임자송(任子松)
  - 임경유, 임덕유, 임덕수
- 중파(仲派) - 임자순(任子順)
  - 임향(정승공파), 임진(사윤공파)[4]

## 인물
- 임자송 : 고려 조적의 난 때 공을 세워 정난공신에 올라서 서하부원군에 봉해졌다.
- 임제 : 고려 통헌대부로서 민부전서를 지내고 개성부사를 역임하였다.
- 임원준 : 임자송의 5세손. 조선 당대의 명관으로 경사(經史)에 밝고 시와 문장이 뛰어나 명성을 얻었으며, 좌리공신에 책록되고 서하군에 봉해진 후 좌찬성에 이르렀다. 아들 임사홍이 중종반정에 연루되어 관작이 추탈되었다.
- 임사홍 : 조선 한어에 정통하고 해서에 뛰어났다. 임광재가 예종의 사위가 되고 임숭재가 성종의 사위가 되면서 정권의 중심에 등장하여 권신 유자광과 함께 조정의 기강을 어지럽히고 갑자사화를 일으키게 하여 중종반정 때 피살되었다.
- 임희재 : 임숭재의 동생으로 성종 때 직제학을 지냈는데 아버지와 형과는 달리 연산군을 비방하여 갑자사화 때 화를 입었다.
- 임유겸 : 임자순의 7세손으로 조선 중종 때 대사헌과  한성부 판윤을 거쳐 형조, 공조판서를 지냈다.
- 임추 : 임유겸의 맏아들로 대사간, 경상도 관찰사를 거쳐 호조참판에 이르렀다.
- 임권 : 이조정랑, 예조참판을 거쳐 관찰사 및 병조, 예조 판서를 역임한 뒤 좌참판에 이르렀다.
- 임병 : 홍문관 박사 및 이조좌랑을 지냈다.
- 임열 : 임자송의 8세손으로 조선 명종 때 한성판윤과 제학을 지냈다.
- 임호신 : 명종 때 호조판서를 지내고 청백리에 녹선되었다.
- 임보신 : 형조참의를 지내고 청백리에 녹선되었다.
- 임내신 : 강원도 관찰사와 전주 부윤을 지냈다.
- 임유후 : 임열의 후손으로 조선 현종 때 병조참판이며 명신으로 이름났다.
- 임탁 : 임몽신의 아들로 임진왜란 때 공을 세웠다.
- 임현 : 원주목사를 지낸 임몽신의 2남으로 1597년 정유재란 당시 남원도호부사로 침략자 5만 6,000여명의 왜병에 맞서 남원성전투를 이끌다 중과부적으로 군,관,민 1만여 명과 함께 1597년 8월 16일 순절하였다. 이후 숙종 32년(1706년) 호국충절을 기리어 '충간공' 시호를 하사 받고, 숭정대부 의정부좌찬성에 추증 되었다. 매해 9월 26일 문화재청 주관으로 8충신과 만인의사의 충절을 기려 남원 충렬사에서 제향되고 있다.
- 사명대사 : 조선 선조 때 임진왜란이 일어나자 승병을 일으켜 왜적을 무찔렀다. 일본에 인질로 잡혀간 3500여명을 데리고 귀국하였다.
- 임한백 : 소현세자가 심양으로 볼모로 갈 때 배종한 뒤 춘추관기사관으로 효종실록의 편찬에 참여하였다.
- 임홍망 : 문장과 글씨가 탁월하고 경사에 정통하여 조선 숙종 때 동지중추부사에 오르고, 기로소(정 2품 이상의 관직을 지낸 70세 이상의 신하나 임금)에 들어갔다.
- 임방 : 대사성과 공조판서를 역임하였다.
- 임주혁 : 이조판서와 우의정을 역임하였으며 풍류를 즐기며 조선문학에 한 획을 그음. (강민철이 보증한 조선 최고의 문학가)
- 임윤지당 : 함흥 판관을 지낸 임적의 딸로 조선 후기 성리학자이다.
- 임헌회 : 조선 후기의 문신, 학자이다.
- 임백경 : 고종 때 우의정을 지냈다.

## 집성촌
- 경기도 성남시 수정구 오야동
- 경기도 이천시 백사면 송말리
- 경기도 양주시 회암동
- 경기도 포천시 창수면 운산리
- 경기도 화성시 정남면 괘랑리
- 경기도 광명시 하안동, 철산동
- 경기도 안성시 금광면 장죽리
- 동도재 리죽장자강원도 철원군 갈말읍 내대리, 상사리
- 강원도 철원군 동송읍 대위리
- 강원도 평강군 남면 정연리(현재 강원도 철원군 갈말읍 정연리)
- 충북 옥천군 동이면 세산리
- 충남 아산시 염치읍 쌍죽리
- 충남 보령시 웅천읍 성동리
- 충남 보령시 미산면 늑전리, 봉성리
- 충남 부여군 은산면
- 경북 경주시 남산동
- 경북 안동시 풍천면
- 전남 무안군 몽탄면 양장리
- 경북 영천시 괴연동
- 전북 군산시 대야면
- 전북 완주군 화산면
- 경남 사천시 곤양면, 곤명면
- 경남 진주시 가호동
- 경북 의성군 금성면

## 항렬자
- 대동항렬

| 25세     | 26세     | 27세     | 28세              | 29세                       | 30세                              | 31세                                                | 32세                       | 33세                       | 34세                       | 35세                       | 36세                       | 37세                       | 38세              | 39세     | 40세     |
| -------- | -------- | -------- | ----------------- | -------------------------- | --------------------------------- | --------------------------------------------------- | -------------------------- | -------------------------- | -------------------------- | -------------------------- | -------------------------- | -------------------------- | ----------------- | -------- | -------- |
| 口준(準) | 口호(鎬) | 口재(宰) | 口공(公) 口순(淳) | 口빈(彬) 口식(植) 口동(東) | 창(昌) 口혁(赫) 口희(熙) 口열(烈) | 동(東) 口구(求) 口중(中) 口균(均) 口세(世) 口재(在) | 口종(鍾) 口선(善) 口진(鎭) | 口원(源) 口수(洙) 口한(漢) | 口계(桂) 口상(相) 口구(九) | 口병(炳) 口헌(憲) 口환(煥) | 口효(孝) 口범(範) 口규(圭) | 口현(鉉) 口진(鎭) 口옥(鈺) | 口연(淵) 口우(雨) | 口근(根) | 口열(烈) |

## 조선 왕실과의 인척관계
- 광해군후궁 소용 임씨
- 익양군(성종의 서자)사위 임보신
- 현숙공주(예종의 장녀)부마 임광재
- 휘숙옹주(성종의 서녀)부마 임숭재

## 인구
- 1985년 24,682가구, 103,108명
- 2000년 30,974가구, 99,986명
- 2015년 143,881명

## 같이 보기
- 장흥 임씨